# Lista das canções mais executadas no Brasil em 2005
Esta lista contém as vinte canções mais executadas nas rádios brasileiras no ano de 2005. A lista foi publicada pela empresa Crowley Broadcast Analysis, que recolheu os dados e divulgou as faixas, de repertório nacional e internacional, mais executadas nas estações de rádio de dez capitais brasileiras durante o ano de 2005, no período de 1º de janeiro até 31 de dezembro.

## Lista

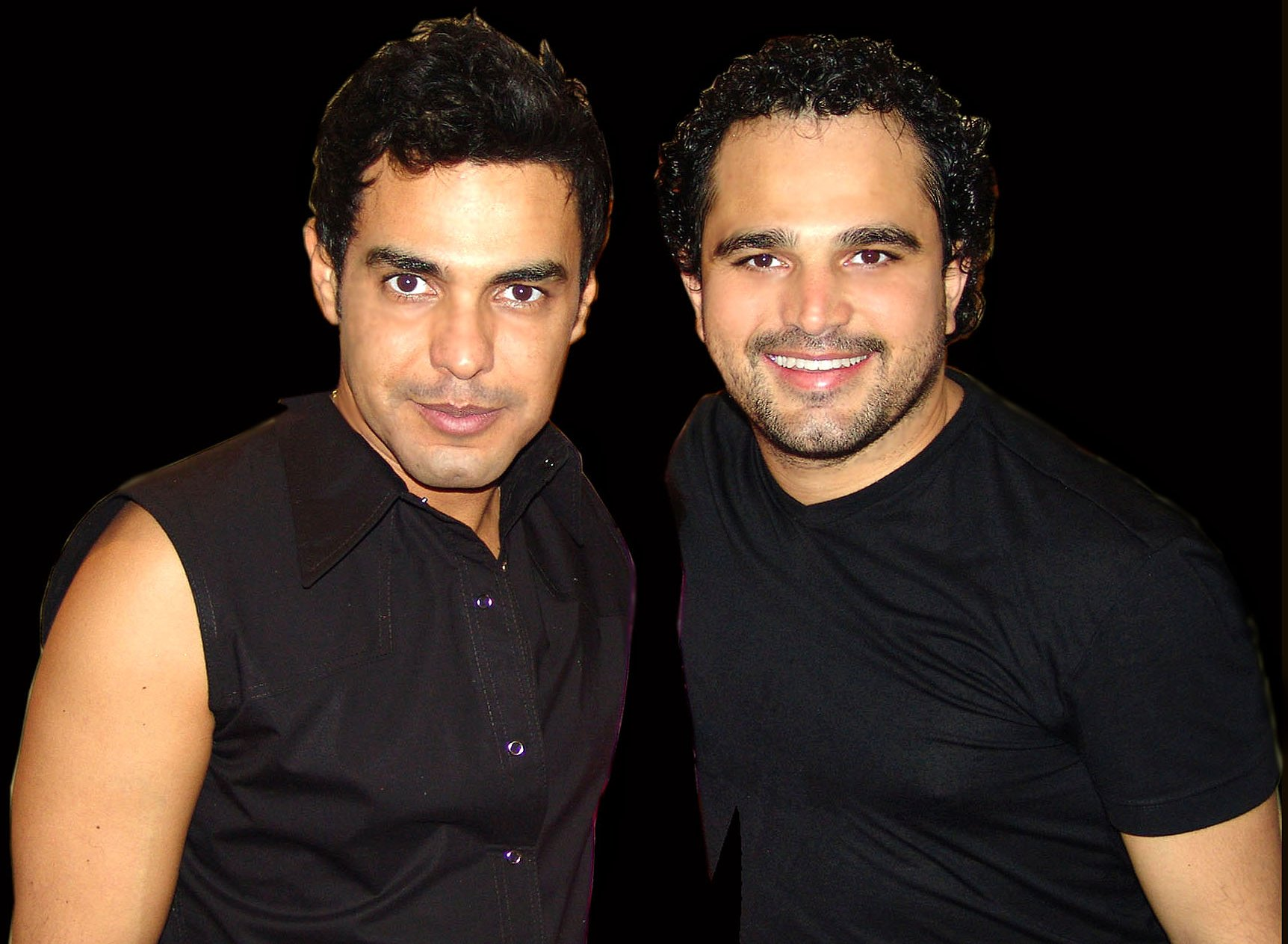
"Fui Eu", de Zezé Di Camargo & Luciano (na imagem), terminou como a canção mais tocada do ano nas rádios, somando um total de 13.523 execuções.

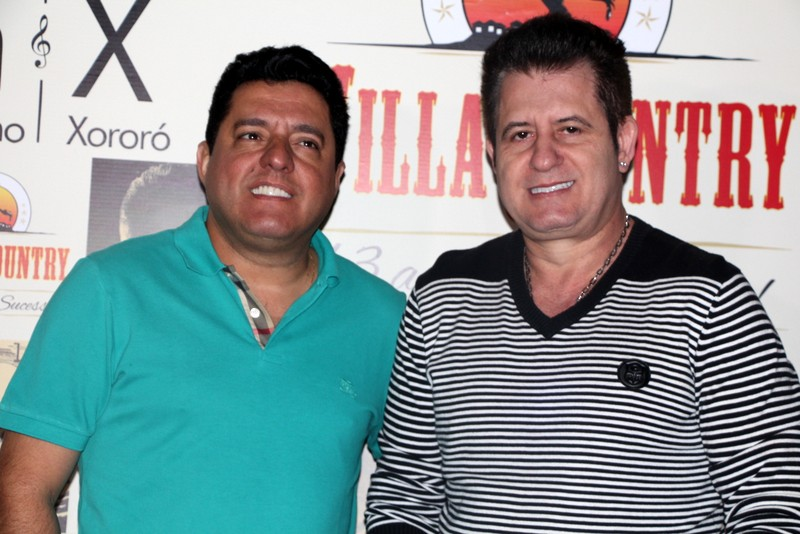
A dupla Bruno & Marrone (na imagem) obteve três canções entre as vinte mais executadas, sendo o ato com o maior número de músicas na lista.

| Posição | Canção                          | Artista(s)                       |
| ------- | ------------------------------- | -------------------------------- |
| 1       | "Fui Eu"                        | Zezé Di Camargo & Luciano        |
| 2       | "Você Sempre Será"              | Marjorie Estiano                 |
| 3       | "Coração"                       | Rapazolla                        |
| 4       | "Vamos Fugir"                   | Skank                            |
| 5       | "Os Amantes"                    | Daniel                           |
| 6       | "Festa no Apê"                  | Latino                           |
| 7       | "É Amor Demais"                 | Edson & Hudson                   |
| 8       | "Choram as Rosas"               | Bruno & Marrone                  |
| 9       | "Quer Casar Comigo?"            | Bruno & Marrone                  |
| 10      | "A Volta"                       | Roberto Carlos                   |
| 11      | "Cadê Meu Amor?"                | Zeca Pagodinho                   |
| 12      | "Um Minuto para o Fim do Mundo" | CPM 22                           |
| 13      | "Eu Quero Sempre Mais"          | Ira! (com participação de Pitty) |
| 14      | "Home"                          | Michael Bublé                    |
| 15      | "Sinônimos"                     | Chitãozinho & Xororó             |
| 16      | "Inevitável"                    | Bruno & Marrone                  |
| 17      | "Lonely"                        | Akon                             |
| 18      | "Me Olha nos Olhos"             | Sorriso Maroto                   |
| 19      | "Céu da Boca"                   | Ivete Sangalo                    |
| 20      | "Candy Shop"                    | 50 Cent                          |